# Indice Big Mac

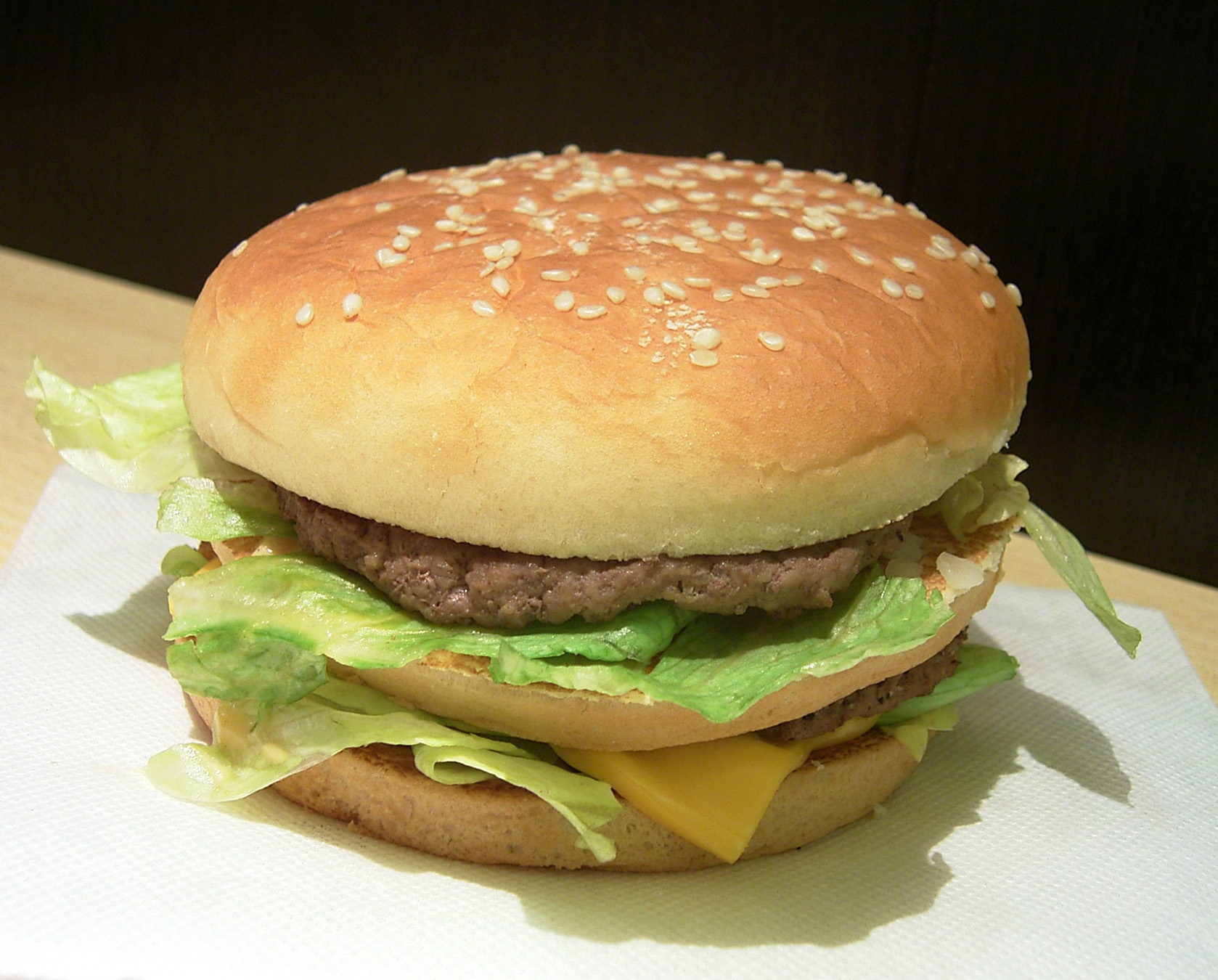
Un panino Big Mac acquistato in ristorante McDonald's

L'indice Big Mac (Big Mac index in inglese) è un indicatore economico informale che confronta il potere d'acquisto di diverse valute monetarie rispetto ai prezzi di vendita dell'omonimo panino venduto dai ristoranti della catena Mc Donald's presenti nel mondo. 
Inventato nel 1986 dal settimanale britannico The Economist per fornire un confronto valutario di facile comprensione per i propri lettori, il sistema è basato sulla teoria della parità dei poteri di acquisto e sulla legge del prezzo unico e ha l'obiettivo di mostrare sopravvalutazioni e sottovalutazioni delle singole valute: il prezzo del panino (che in teoria dovrebbe essere identico in tutto il mondo, dal momento che il prodotto è preparato in maniera identica e con gli stessi ingredienti standard in tutto il mondo) viene convertito in dollari statunitensi, così da confrontare il potere d'acquisto delle singole valute nazionali in modo semplificato.

## Contesto

Sopra/sottovalutazione delle singole valute rispetto al dollaro USA sulla base dell'indice Big Mac (anno 2010)

L'assunto centrale della "parità dei poteri di acquisto" è che il tasso di cambio tra due valute dovrebbe tendere naturalmente ad aggiustarsi in modo che un paniere di beni abbia lo stesso costo in entrambe le valute. Nell'indice Big Mac, il "paniere" è composto da un singolo Big Mac, così come viene venduto dalla catena di fast food della McDonald's. Il Big Mac è stato scelto perché è disponibile con le stesse specifiche in diverse nazioni del mondo, e i franchise McDonald's locali hanno una notevole responsabilità nella negoziazione dei prezzi. Per questi motivi, l'indice permette una comparazione significativa tra le valute di molte nazioni.
Il rapporto della parità di potere d'acquisto del Big Mac tra due valute si ottiene dividendo il costo di un Big Mac in una nazione (nella sua valuta) per il costo di un Big Mac nell'altra nazione (nella sua valuta). Questo valore viene confrontato con il tasso di cambio attuale; se è più basso, allora la prima valuta è sottovalutata (secondo la teoria della parità del potere d'acquisto) rispetto alla seconda, mentre se è più alto, allora la prima valuta è sopravvalutata.
Ad esempio, supponiamo che un Big Mac costi 2,00 sterline nel Regno Unito e 2,50 dollari negli USA; quindi il tasso della parità di potere d'acquisto è 2,00/2,50 = 0,8. Se, il tasso di cambio ufficiale è 1 dollaro statunitense per 0,55 sterline inglesi, allora la sterlina è sopravvalutata rispetto al dollaro.
L'indice Big Mac è stato introdotto dal giornale economico The Economist nel settembre 1986 e da allora viene pubblicato con cadenza semestrale. L'indice ha fatto anche nascere il termine Burgernomics.
Nel gennaio 2004, The Economist ha introdotto un indice gemello, l'Indice Tall Latte. L'idea è la stessa, ma il Big Mac è sostituito da una tazza di caffè della Starbucks, riconoscendo la diffusione globale della catena negli ultimi anni. Con uno spirito simile, nel 1997, il quotidiano tracciò una "mappa della Coca-Cola", che mostrava una forte correlazione positiva tra la quantità di Coca-Cola consumata pro capite in una nazione e il benessere di tale nazione.
La metodologia dell'hamburger ha delle limitazioni nella stima della parità del potere d'acquisto. Per esempio, tasse locali, livelli di competizione, e dazi sull'importazione possono non essere rappresentativi dell'economia di una nazione nel suo complesso. Ciò nonostante, l'indice Big Mac viene ampiamente citato dagli economisti.
Nell'indice 2019 sono tre i paesi dove il Big Mac costa più della tariffa base statunitense in dollari ($ 5,58): Svezia (+4,6%), Norvegia (+5%) e Svizzera (+18,7%). I paesi dell'Area Euro (-16,8%) sono al sesto posto della classifica, dopo il Canada (-8,9%). Seguono: Danimarca (-17,5%), Israele (-17,8%), Brasile (-18,5%), Australia (-22%), Libano (-22,7%), Uruguay (-22,8%), Singapore (-23,3%), Nuova Zelanda (-24,9%) e Regno Unito (-27%) dove il Big Mac costa £ 3,19. Nel 2020, il prezzo medio di un Big Mac è di circa 4,12 euro (3,74 £) in Italia.

## Limiti e critiche

Mappa dei paesi con almeno un ristorante McDonald's, in cui si evidenzia l'assenza di fast food in Africa

Mentre gli economisti citano ampiamente l'indice Big Mac come una ragionevole misura reale della parità del potere d'acquisto, la metodologia Burgernomics ha alcuni limiti.
Innanzitutto, l'indice Big Mac è limitato dalla copertura geografica, a causa della diffusione non del tutto globale del franchising McDonald's: ad esempio, i ristoranti della catena statunitense sono presenti solo in pochi paesi Africani (principalmente in Marocco, Egitto e Sudafrica).
In molti paesi, mangiare nei fast food delle catene internazionali è relativamente più costoso rispetto a un ristorante locale. L'abitudine di mangiare nei fast food, la proporzione delle vendite, le tasse locali, i livelli di concorrenza e i dazi doganali all'importazione di alcuni prodotti specifici potrebbero poi non essere rappresentativi dell'economia del paese nel suo complesso. 
Allo stesso tempo, McDonald's utilizza strategie commerciali differenti, che possono portare a differenze enormi fra diverse nazioni per uno stesso prodotto, tenendo altresì conto che la domanda di questa tipologia di panino può variare in alcuni paesi: ad esempio in India il consumo di carne bovina è limitato dalla tradizione religiosa induista che vieta di mangiarla, tanto che nei ristoranti indiani il Big Mac è sostituito dal Chicken Maharaja Mac, confezionato con carne di pollo. Il Big Mac venduto in Australia ha il 22% di calorie in meno della versione canadese e pesa l'8% in meno della versione venduta in Messico.
Inoltre, non vi è alcuna ragione teorica per cui beni e servizi non commerciabili (come i costi per aprire un ristorante, della pubblicità o della manodopera dei dipendenti) dovrebbero essere uguali nei diversi paesi. Ad esempio, un Big Mac venduto nel centro di New York City potrebbe avere un prezzo diverso rispetto al panino venduto da un ristorante situato in una zona rurale. Questa è la ragione teorica per cui la parità di potere d'acquisto è un concetto diverso dai tassi di cambio di mercato nel tempo. 
Nel complesso, quindi, il prezzo di un Big Mac rifletterà i costi di produzione locale, della pubblicità locale (considerevole in alcune aree), delle materie prime e della manodopera, ma soprattutto da ciò che il mercato locale domanda, il che è molto diverso da paese a paese e non riflette del tutto i valori relativi delle valute. Infatti, un alto volume di vendite e basso margine di profitto potrebbe massimizzare le vendite, mentre in altri contesti con minori vendite il profitto sarà più alto se correlato ad un margine più alto. Ad esempio, un hamburger costa solo 1 euro in Francia e 1,50 euro in Belgio, ma nel complesso i ristoranti McDonald's sono più economici in Belgio. I prezzi dei Big Mac possono anche variare notevolmente tra le diverse aree di un paese. Un altro esempio è che in Russia sono venduti i Big Mac più economici, mentre la città di Mosca è posizionata tra quelle più costose per i turisti.